# Jancigny
Jancigny – miejscowość i gmina we Francji, w regionie Burgundia-Franche-Comté, w departamencie Côte-d’Or.
Według danych na rok 1990 gminę zamieszkiwało 87 osób, a gęstość zaludnienia wynosiła 13 osób/km² (wśród 2044 gmin Burgundii Jancigny plasuje się na 823. miejscu pod względem liczby ludności, natomiast pod względem powierzchni na miejscu 1132.).